# Otto Kallus
Otto Kallus (* 28. září 1976 Uherské Hradiště) je český herec. Vystudoval hotelovou školu v Havířově a poté Zlínskou školu umění obor hudebně-dramatický. Od roku 2002 se živí výhradně hraním. Má angažmá ve Slováckém divadle. Proslavil se rolí Filipa Rubeše v seriálu Velmi křehké vztahy.